# Invasão Russa contra o Canato de Astracã (1554-1556)
A Invasão Russa do Canato de Astracã, que ocorreu em 1554 e 1556, marcou um importante avanço expansionista do Czarado de Moscou sobre os Povos tártaros da Região do Volga. Motivada pelo interesse em controlar a rotas comerciais que ligava a Europa à Leste e consolidar a influência russa no Cáucaso, a campanha Russa teve dois momentos decisivos. O primeiro ataque em 1554 resultou na vitória sobre Khan Yamghurchi, que se opôs ao czarismo, permitindo a imposição de um governante fantoche, Dervish Ali. No entanto, a insatisfação local culminou em uma nova rebelião, forçando Moscou a realizar uma segunda campanha em 1556, que resultou na destruição definitiva do canato. A queda de Astrakhan não apenas consolidou o controle russo sobre o corredor estratégico do Volga, mas também abriu caminho para a expansão subsequente em direção à Sibéria e ao Cáucaso.

## Prelúdio
Desde a guerra entre Tokhtamysh e Timur de 1386 a 1395, a Horda Dourada enfraqueceu consideravelmente, abrindo caminho para o surgimento de estados remanescentes.  Entre eles o Canato da Crimeia e o Canato de Cazã
Com o derrota dos Kazanianos em 1552, Astrakhan se tornou o mais novo alvo de Ivan Grozny para adquirir acesso total ao Rio Volga e ao Mar Cáspio e garantir novas rotas de acesso ao Cáucaso, Ásia Central e Sibéria. Yamghurchi de Astrakhan, o penúltimo Khan do Canato de Astrakhan, inicialmente queria se tornar um vassalo de Ivan, o Terrível, mas acabou traindo o Czar ao se aliar ao Sultão Otomano, após a captura moscovita de Kazan. YamgHurchi uniu forças com Devlet Giray da Crimeia e Yusuf Nogai, Príncipe dos Nogais, que tinha um grande ódio pela Rússia devido ao cativeiro de sua filha e neto após a conquista do Canato de Kazan. O embaixador russo em Astrakhan foi desonrado e preso por ordem do Khan, o que deu ao czar russo o pretexto para intervir. De acordo com os escribas da época, Ivan IV justificou a invasão como uma recuperação de terras que pertenciam à Rússia, acreditando que Astracã era a antiga cidade de Tmutarakan, um território que havia sido governado por Mstislav, filho de Vladimir I. Os Nogai Murzas, incluindo Izmail, aliados da Rússia e inimigos de Yusuf, apoiaram a ideia de restaurar Dervish ao trono de Astrakhan, pois ele havia sido o governante legítimo antes de Yamgurchi e Ismail tentarem destronar Yusuf do comando da Horda Nogai.

## Primeira Campanha Russa (1554)
Na primavera de 1554, três regimentos com 10.000 soldados (30.000 soldados russos) sob o comando do príncipe Yury Ivanovich Pronsky partiram em navios pelo Rio Volga em direção a Astrakhan. Tropas de Vyatka, lideradas pelo Príncipe Alexander Ivanovich Glukhoy Vyazemsky, também foram enviadas. Em 29 de agosto, enquanto o czar Ivan IV estava comemorando seu aniversário em Kolomenskoye, um mensageiro do príncipe Pronsky chegou com notícias da captura de Astrakhan. Pronsky relatou que em 29 de junho eles haviam alcançado Perevoloka, entre o rio Volga e o rio Don, e enviado à frente príncipe Alexander Ivanovich Vyazemsky e Danilo Chulkov com cossacos e Descendentes de Boyar para capturar espiões de Astrakhan. Vyazemsky derrotou um grupo de inimigos perto de uma ilha próxima, matando todos eles. Os prisioneiros capturados revelaram que tinham sido enviados por Yamgurchei para investigar o exército de Moscou, e que o próprio Yamgurchei estava acampado cinco milhas ao sul de Astrakhan, com a cidade praticamente deserta. Pronsky, deixando os navios maiores para trás, avançou rapidamente em direção a Astrakhan. Ele enviou Vyazemsky para atacar o acampamento de Yamgurchi, enquanto ele próprio se dirigia para a cidade. Chegando em 2 de julho, as forças russas desembarcaram em dois pontos e tomaram a fortaleza sem resistência, pois os defensores fugiram ao avistá-los. Vyazemsky também encontrou o acampamento de Yamgurchei vazio, pois ele havia fugido para Azov. Numerosos nobres e familiares da corte de Yamgurchi foram capturados ou mortos, enquanto ele próprio conseguiu escapar para o Canato da Crimeia.
Em 7 de julho, os russos surpreenderam os habitantes em fuga, matando alguns, capturando outros e libertando muitos escravos russos. Os habitantes restantes de Astrakhan imploraram por misericórdia, oferecendo-se para servir ao czar russo e ao novo cã Dervish. Os governadores russos concordaram com a condição de que todos os escravos russos fossem libertados, independentemente de qual horda pertencessem. Depois de instalar Dervish como governante do canato, Pronsky negociou um tratado em 9 de julho de 1554, segundo o qual Astrakhan deveria pagar tributos anuais de 40.000 altyns (1.200 rublos de prata), 3.000 peixe e 3.000 esturjão por braça (até 2,5 m) ao Czar de Moscou. Além disso, os pescadores russos tinham permissão para pescar livremente no Volga, de Kazan ao Mar Cáspio, sem impostos ou registro, enquanto os pescadores locais podiam fazer o mesmo sem interferência. Se Dervish morresse, os habitantes de Astrakhan seriam obrigados a aceitar o novo governante nomeado pelo czar russo. Com esses acordos em vigor, os governadores russos retornaram a Moscou, levando consigo as cinco filhas de Yamguchi, seus filhos e os escravos russos libertos.

## Guerra Civil de Astrakhan (1555)
No entanto, a primavera de 1555 não foi pacífica para o Dervish Ali, pois Astrakhan enfrentou outra Guerra Civil, desta vez contra os filhos de Yusuf e o próprio Yamgurchi, que, após recuperar a força em territórios aliados e garantir o apoio do Canato da Crimeia e dos Otomanos, organizou uma nova campanha contra a cidade com um exército que incluía não apenas guerreiros de Astrakhan e Nogai, mas também janízaros turcos. Ele atacou e sitiou Astrakhan duas vezes, mas somente após concluir um acordo com os filhos de Yusuf e fazê-los retornar ao leste com grandes despojos e garantir o apoio dos exércitos russos em abril de 1555, Dervish derrotou e matou Yamgurchi, instalando assim Dervish como de fato Governante do Canato.

## Traição de Dervixe (1555)
Também em 1555, o Dervixe pediu ajuda a Devlet I Giray, para enviar-lhe um contingente com o objetivo de restaurar a independência do Canato, expulsando um exército russo estacionado em Astrakhan e restabelecendo as relações entre a Crimeia e Astrakhan. Infelizmente para os russos, o Dervixe restaurou a independência do Canato temporariamente e derrotou as forças russas estacionadas em Astrakhan.

## Segunda Campanha Russa (1556)
Como uma ação punitiva pela traição de Dervish, Ivan IV organizou uma nova expedição contra o traidor. As tropas russas foram lideradas por Ivan Cheremisinov. O exército russo incluía as ordens Streltsy de Ivan Cheremisinov e Timofey Teterin, o exército Vyatka do governador Pisemsky, e os destacamentos cossacos de Mikhail Kolupaev e o ataman Lyapun Filimonov do Volga. No total, apenas cerca de 3.000 soldados foram enviados na segunda campanha, o que demonstra a natureza puramente punitiva da campanha e a fraqueza militar do Canato de Astrakhan. Os destacamentos foram enviados na primavera de 1556, cada um de sua própria localização, independentemente um do outro, e então se uniram perto de Astrakhan.
O destacamento Cossack de Filimonov foi o primeiro a se aproximar repentinamente da cidade. Os guerreiros do Khan nem tiveram tempo de se trancar na fortaleza. Os cossacos derrotaram o exército de Astrakhan e invadiram a cidade. Os Streltsy e Cossacos do Don que chegaram a tempo consolidaram o sucesso. Após várias escaramuças, Dervixe fugiu para Azov, esperando reunir um novo destacamento e recapturar a cidade quando os russos retirassem suas forças principais. No entanto, Dervish foi traído por seus próprios homens e nunca mais teve a chance de recuperar seus domínios.

## As Consequências e a Integração de Astracã no Estado russo
Após esta vitória, o Canato de Astrakhan foi liquidado. Moscou não mais confiou o trono a um khan escolhido, mas instituiu a administração direta. Em 1559, como resultado do aumento da presença russa na região, os príncipes de Pyatigorsk e Cherkassk pediram a Ivan, o Terrível que enviasse um destacamento para protegê-los dos ataques dos Tártaros da Crimeia, junto com padres para apoiar sua fé.
O título do Czar de Astrakhan começou a ser usada pelos Czares Russos em 1557. Voivodes foram nomeados para governar Astrakhan, e seus moradores juraram lealdade ao estado russo, garantindo uma vida nômade pacífica e comércio lucrativo. Logo, enviados de Urgench, Shemakha e Derbent chegaram a Astrakhan para estabelecer amizade, paz e comércio. Assim, o controle da rota comercial do Volga de Kazan para Astrakhan foi garantido, marcando um sucesso significativo de política externa para o Estado russo. Moscou entendeu o papel crítico de Astrakhan como um principal centro de trânsito para o comércio com os estados do Leste Asiático.
Imediatamente após essa conquista, o Império Otomano e o Canato da Crimeia, alarmados pela conquista russa de territórios islâmicos, começaram a Guerra Russo-Turca (1568-1570), que foi uma grande vitória defensiva para os russos.
Uma nova etapa na história de Astrakhan começou. A cidade se tornou um importante comércio e fronteira centro da Rússia. Para manter a cidade sob controle para que nenhum grupo nômade pudesse recuperá-la, uma fortaleza foi construída na ilha de Sain (Shaban-bugr), que os russos chamavam de Hare. Ivan Cheremisinov, que foi nomeado como o novo governador de Astrakhan, pediu permissão para começar a construção de uma fortaleza cidade no local escolhido e enviou ao czar desenhos de “como a cidade deveria ser”. O projeto foi aprovado, e navios e comboios com pessoas, comida, munição e vários bens partiram da Rússia central. A primeira fortaleza foi feita de madeira e fortificada com muralhas de terra. Em 1558, chegou um novo governador, Ivan Grigorievich Vyrodkov, que se tornou famoso pelo “caso Kazan” (a explosão dos muros do Kremlin de Kazan). Em Astrakhan, ele começou a construir poderosas fortificações defensivas capazes de proteger as fronteiras do estado e garantir a segurança de seus moradores. Assim, Astrakhan se tornou uma forte fortaleza russa nas fronteiras do sul. Tentativas subsequentes do Tropas turco-crimeanas de tomar Astrakhan não tiveram sucesso. Mais tarde, Astrakhan foi ainda mais fortificada. Na década de 80 do século XV, o Kremlin de pedra de Astrakhan está sendo construído no local de estruturas de madeira e barro. Foi construído "no modelo do Kremlin de Moscou". Este Kremlin foi um exemplo de arquitetura defensiva russa e estava no mesmo nível das fortalezas mais fortes da Rússia medieval.
Gradualmente, Astrakhan se tornou o maior centro de comércio com os países orientais. Os comerciantes de Khiva estavam envolvidos em comércio em larga escala. Desde o século XVII. Em Astrakhan, surgiram casas de hóspedes de persas, armênios e indianos, e empresas comerciais foram estabelecidas. No mesmo século, a região de Astrakhan foi intensamente povoada. Durante muitos anos após a anexação do Canato de Astracã à Rússia, Astrakhan foi o único grande assentamento de Kazan ao Mar Cáspio. Foi somente no final da década de 1620 que as primeiras cidades fortificadas surgiram na região de Astrakhan. Em 1627, uma pequena fortaleza, Cherny Yar, foi construída, localizada 400 quilômetros ao norte de Astrakhan, entre 1665 e 1667. Para proteger Astrakhan e guardar a indústria pesqueira do leste, a fortaleza de Krasny Yar é construída.